# Manfred Kolbe (Politiker, 1934)
Manfred Kolbe (* 29. Oktober 1934 in Breslau; † 14. November 2024) war ein deutscher Lehrer und Kommunalpolitiker.

## Leben
Kolbe lebte seit 1956 in Wolfsburg und war dort Leiter der Eichendorffschule. Über seinen beruflichen Wirkungskreis hinaus setzte er sich kommunalpolitisch für das Gemeinwohl ein. Er gehörte 38 Jahre als Mitglied der CDU dem Rat der Stadt Wolfsburg an, davon beinahe zehn Jahre als Bürgermeister. Zuletzt war er Vorsitzender der Bürgerstiftung Wolfsburg und Beauftragter des Landesseniorenrates Niedersachsen für europäische Partnerschaften.

## Ehrungen und Auszeichnungen
- Für sein ehrenamtliches Engagement und seinen hohen Einsatz für die Gemeinschaft der Stadt wurde er im November 2007 zum Ehrenbürger der Stadt Wolfsburg ernannt.
- 2010 erhielt er für seine Verdienste in der Kommunalpolitik sowie in der Senioren- und Sozialarbeit das Bundesverdienstkreuz 1. Klasse.[3]